# Водное поло на летней Универсиаде 1985
Ватерпольный турнир на летней Универсиаде 1985 проходил в Кобе (Япония). Соревновались мужские сборные команды. Чемпионом Универсиады второй раз подряд стала сборная Советский союз.

## Медальный зачёт
| Место | Страна    | Золото | Серебро | Бронза | Всего |
| ----- | --------- | ------ | ------- | ------ | ----- |
| 1     | СССР      | 1      | 0       | 0      | 1     |
| 2     | Югославия | 0      | 1       | 0      | 1     |
| 3     | Куба      | 0      | 0       | 1      | 1     |

| Чемпион Универсиады по водному поло 1985 |
| ---------------------------------------- |
| СССР Четвёртый титул                     |

## Ссылка
- Universiade water polo medalists on HickokSports (англ.)